# Perry Ubeda
Perry Ubeda (Nimega, 12 de setembre del 1971) és un esportista neerlandès que practica diverses formes d'arts marcials.
Va néixer i resideix a Nimega (Països Baixos). El seu àlies és Dynamite (Dinamita).
Ubeda va guanyar fama mundial per ser l'únic del món en aconseguir títols mundials en quatre variants diferents de la boxa: full-contact boxa, kickboxing i boxa tailandesa (Muay Thai). També va guanyar el 1996 a Tòquio el campionat obert japonès de Taekwondo. Entre el 1992 i 2003 Ubeda va guanyar un total de dotze títols nacionals i internacionals en arts marcials.
A més de practicar l'esport de combat, també porta un gimnàs que té el seu nom. El seu pare té una botiga d'arts marcials.
El 2006 estava a la llista del partit polític local Gewoon Nijmegen (Tan sols Nimega) en les eleccions municipals.

## Títols
- European Champion Full Contact I.K.B.F. '93-'99
- European Champion Thai Boxing W.M.T.A. '92-'95
- Dutch Kickboxing champion W.K.A. '96-'99
- World Champion Thai Boxing W.M.T.A. '95-'99